# Ophiopleura borealis
Ophiopleura borealis is een slangster uit de familie Ophiuridae.
De wetenschappelijke naam van de soort werd in 1877 gepubliceerd door Daniel Cornelius Danielssen & Johan Koren.